# 무보살 삼중살
무보살 삼중살(無補殺 三重殺, 영어: unassisted triple play, UTP)은 한 수비수가 동료의 어떤 도움도 없이 혼자 힘으로 공격수 3명을 연속해서 삼중살(트리플 플레이) 아웃시키는 것을 말한다. 
예를 들면 주자가 1루와 2루에 있을 때, 타구를 라인드라이브로 잡아 타자를 아웃시킨 다음, 2루 베이스를 밟아 2루 주자를 아웃시키고,이어서 2루로 달려오던 1루 주자를 태그아웃 시켰을 경우이다.

## KBO에서의 사례
KBO에서 무보살 삼중살은 단 한번 기록되었다. 
- 2007년 6월 13일, KIA 타이거즈 대 삼성 라이온즈의 대구 경기, 5회말 1,2루 상황에서 KIA 2루수 손지환이 삼성 박진만의 직선타 타구를 직접 잡은 뒤 2루 베이스를 밟고 2루 근처까지 왔던 1루주자 심정수를 태그아웃시켜 무보살 삼중살을 완성했다.